# Adem mijn adem
Adem mijn adem is een single van de Nederlandse zanger Peter Schaap uit 1975. Het stond in hetzelfde jaar als tiende track op het album Als een kameleon.

## Achtergrond
Adem mijn adem is geschreven door Peter Schaap en geproduceerd door Bert Schouten. Het nederpoplied is een liefdesverklaring. Het lied is de grootste hit van de zanger, die na zijn muziekcarrière schrijver van boeken werd. Het lied werd uitgegeven als voorloper op de lp waar het ook op stond, waar Vliegen als een vogel eveneens een hitsingle van was. De B-kant van de single is Meisje bij de zee, eveneens geschreven door Schaap en geproduceerd door Schouten. Meisje bij de zee is niet afkomstig van een album van Schaap.

## Hitnoteringen
De zanger was enigszins succesvol met het lied in Nederland. Het kwam in zowel de Nationale Hitparade als de Top 40 tot de achttiende plaats. Het stond vier weken in de Nationale Hitparade en zes weken in de Top 40.

### NPO Radio 2 Top 2000
| Nummer met noteringen in de NPO Radio 2 Top 2000 | '03  | '04  | '05  | '06  | '07  | '08  |
| ------------------------------------------------ | ---- | ---- | ---- | ---- | ---- | ---- |
| Adem mijn adem                                   | 1716 | 1733 | 1857 | 1815 | 1592 | 1763 |

1. ↑  Een vetgedrukt getal geeft de hoogste notering aan.
2. ↑  2003 was het eerste jaar met een notering voor dit nummer.
3. ↑  Deze tabel is bijgewerkt tot en met de laatste editie (2024).